# Exira
Exira ist eine Kleinstadt (mit dem Status „City“) im Audubon County im US-amerikanischen Bundesstaat Iowa. Das U.S. Census Bureau hat bei der Volkszählung 2020 eine Einwohnerzahl von 787 ermittelt.

## Geografie
Exira liegt im mittleren Westen Iowas am East Nishnabotna River, der über den Nishnabotna River zum Stromgebiet des Missouri gehört. Dieser bildet rund 100 km westlich von Exira die Grenze Iowas zu Nebraska. Die Grenze zum südlich benachbarten Bundesstaat Missouri verläuft in rund 120 km Entfernung.
Die geografischen Koordinaten von Exira sind 41°35′27″ nördlicher Breite und 94°52′32″ westlicher Länge. Das Stadtgebiet erstreckt sich über eine Fläche von 2,64 km² und liegt in der Exira Township.
Nachbarorte von Exira sind Adair (28,8 km südöstlich), Anita (26 km südsüdöstlich), Wiota (22,8 km südlich), Atlantic (28,9 km südsüdwestlich), Elk Horn (15,5 km westlich), Kimballton (21,1 km westnordwestlich), Hamlin (9,8 km nordnordwestlich) und Audubon (15,9 km in der gleichen Richtung).
Die nächstgelegenen größeren Städte sind die Twin Cities in Minnesota (Minneapolis und Saint Paul) (510 km nordnordöstlich), Cedar Rapids (303 km ostnordöstlich), Iowas Hauptstadt Des Moines (119 km östlich), Kansas City in Missouri (313 km südlich), Nebraskas größte Stadt Omaha (121 km südwestlich), Sioux City (219 km nordwestlich) und South Dakotas größte Stadt Sioux Falls (355 km in der gleichen Richtung).

## Verkehr
Der U.S. Highway 71 verläuft in Nord-Süd-Richtung durch den Westen von Exira. Alle weiteren Straßen sind untergeordnete Landstraßen, teils unbefestigte Fahrwege sowie innerörtliche Verbindungsstraßen.
Mit dem Audubon County Airport befindet sich 13,8 km nordnordwestlich von Exira ein kleiner Flugplatz. Die nächsten Verkehrsflughäfen sind das Eppley Airfield in Omaha (122 km südwestlich) und der Des Moines International Airport (125 km östlich).

## Bevölkerung
Nach der Volkszählung im Jahr 2010 lebten in Exira 840 Menschen in 381 Haushalten. Die Bevölkerungsdichte betrug 318,2 Einwohner pro Quadratkilometer. In den 381 Haushalten lebten statistisch je 2,06 Personen.
Ethnisch betrachtet setzte sich die Bevölkerung zusammen aus 98,6 Prozent Weißen, 0,2 Prozent Afroamerikanern, 0,1 Prozent (eine Person) amerikanischen Ureinwohnern sowie 0,4 Prozent Asiaten; 0,7 Prozent stammten von zwei oder mehr Ethnien ab. Unabhängig von der ethnischen Zugehörigkeit waren 1,4 Prozent der Bevölkerung spanischer oder lateinamerikanischer Abstammung.
16,4 Prozent der Bevölkerung waren unter 18 Jahre alt, 54,3 Prozent waren zwischen 18 und 64 und 29,3 Prozent waren 65 Jahre oder älter. 56,9 Prozent der Bevölkerung waren weiblich.
Das mittlere jährliche Einkommen eines Haushalts lag bei 36.731 USD. Das Pro-Kopf-Einkommen betrug 23.316 USD. 14,1 Prozent der Einwohner lebten unterhalb der Armutsgrenze.

## Bekannte Bewohner
- Ben F. Jensen (1892–1970) – republikanischer Abgeordneter des US-Repräsentantenhauses (1939–1965) – lebte die letzten Jahre in Exira und ist hier beigesetzt